# Різанина в Бентіу (Південний Судан)

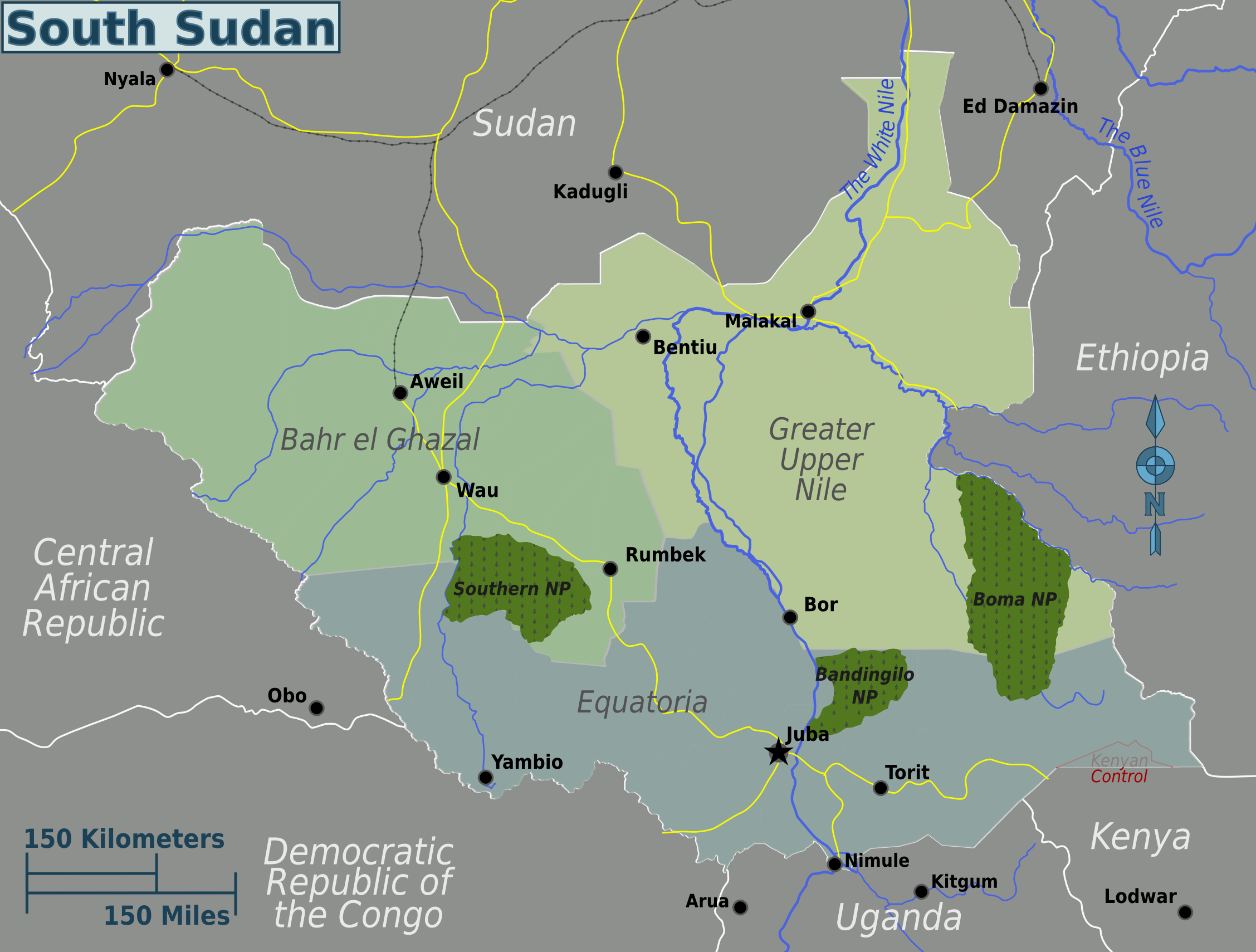
Географічний поділ Південного Судану

Різанина в Бентіу — масове вбивство цивільних осіб, яке відбулося 15 квітня 2014 року в місті Бентіу, на півночі Південного Судану, під час громадянської війни в країні. Ця атака була охарактеризована The Economist як "найгірша різанина громадянської війни, що продовжується".

## Передісторія
Перед нападом люди шукали притулку в місцях поклоніння та зцілення, після того, як місцева радіостанція попередила про хвилювання певних етнічних груп, за винятком Нуерів, та їхню готовність приходити та ґвалтувати жінок Нуер.

## Напад
Фахівці з прав людини ООН заявили, що після того, як повстанці вирвали Бентіу з урядових сил у важких битвах, бойовики провели два дні, полюючи на тих, хто, на їхню думку, протистояв їм. Вбивці, ідентифіковані Організацією Об'єднаних Націй як сили керовані нуерським "Суданським Народним визвольним рухом в опозиційній армії", пересувалися з місця на місце, від мечеті до церкви та лікарні, відокремлюючи людей за етнічною ознакою та релігією, вбиваючи один за одним. За даними доповіді ООН, цивільних осіб вбивали в головній лікарні міста, в католицькій церкві та особливо в мечеті Калі-Балле, де сотні осіб знайшли собі притулок, і де повстанці "відбирали представників окремих національностей та етнічних груп і забезпечували їм безпеки, в той час, як інших жорстоко вбивали".
Через тиждень після нападу вулиці все ще були засипані тілами.

## Втрати
Уряд Південного Судану заявив, що кількість загиблих від різанини перевищила 400 осіб. Місія ООН в країні в той же час заявила, що тільки у головній мечеті "налічувалось понад 200 вбитих мирних жителів та понад 400 поранених".
За словами джерела, багато жертв були суданцями, зокрема торговцями з Дарфуру, а також солдатами з Руху за справедливість і рівність (JEM) — групою суданських повстанців з Дарфуру, яких звинувачують у підтримці уряду Південного Судану. За даними джерела, бійці JEM знімали форму та ховалися в мечеті, перш ніж стріляти. Однак Група за права людини Судану відхилила це звинувачення, заявивши, що вбиті були неозброєними мирними жителями.

## Наслідки
Лідер повстанців Ріек Мачара заявив, що його сили не причетні до вбивств. Речник повстанців Лул Руай Коанг (Lul Ruai Koang) сказав: "Урядові сили та їх союзники вчинили ці мерзенні злочини відступаючи".

## Дивись також
- Громадянська війна в Південному Судані
- Різанина в Піборі (Південний_Судан)
- Різанина в місті Бор (Південний_Судан)